# Kawan Pereira
Kawan Figueredo Pereira (Parnaíba, 17 de junho de 2002) é um saltador brasileiro.

## Carreira
Ainda bastante jovem, treinou por alguns anos no Centro de Excelência da Universidade de Brasília e participou de inúmeras competições regionais, nacionais e internacionais, como o Troféu Brasil e o Campeonato Mundial de Juniores. Em 2019, chamou a atenção no Campeonato Mundial de Esportes Aquáticos e nos Jogos Pan-Americanos. Neste, conquistou a medalha de bronze ao lado de Isaac Souza; naquele, finalizou na décima colocação, a melhor posição de um atleta brasileiro no evento.
Kawan também foi classificado para os Jogos Olímpicos de Verão de 2020 em Tóquio na categoria de plataforma individual de 10 metros. Com apenas 19 anos de idade, ele fez história nos ao se tornar o primeiro brasileiro a alcançar uma final olímpica nos saltos ornamentais, onde terminou em 10° lugar na plataforma de 10m. 
No Mundial Júnior de Saltos Ornamentais de 2021, ele obteve um inédito ouro para o Brasil em mundiais desta modalidade, no trampolim de 3m. Além disso, obteve outros três bronzes. 